# Gare de Nizas - Fontès
Gare de Nizas - Fontès vasútállomás Franciaországban, Caux településen.

## Vasútvonalak
Az állomást az alábbi vasútvonalak érintik:
- Faugères-Paulhan-vasútvonal

## Kapcsolódó állomások
A vasútállomáshoz az alábbi állomások vannak a legközelebb: